# Державна служба в Україні
Державна служба в Україні — це професійна діяльність осіб, які займають посади в державних органах та їх апараті щодо практичного виконання завдань і функцій держави та одержують заробітну плату за рахунок державних коштів. Ці особи є державними службовцями і мають відповідні службові повноваження.

### Поняття та ознаки державної служби
Державна служба може бути розглянута в декількох аспектах:
- соціальному, тобто державна служба як соціальна категорія — це професійне здійснення за дорученням держави громадсько-корисної діяльності особами, які обіймають посади в державних організаціях;
- політичному — як діяльність з реалізації державної політики, досягнення відпрацьованих усіма політичними силами державно-політичних цілей і завдань у суспільстві і державі;
- соціологічному — це практична реалізація функцій держави, компетенції державних органів;
- правовому — юридичне встановлення державно-службових відносин, при реалізації яких і досягається практичне виконання посадових обов'язків, повноважень службовців і компетенції державних органів.

Щодо поняття державної служби в Україні необхідно зазначити, що відповідно до ст. 1 Закону України «Про державну службу» під нею необхідно розуміти професійну діяльність осіб, які обіймають посади в державних органах та їх апараті щодо практичного виконання завдань і функцій держави та одержують заробітну плату за рахунок державних коштів.
Разом з тим необхідно зазначити, що в теорії адміністративного права існує набагато більше визначень ніж їх пропонує український законодавець. До ознак державної служби можна зарахувати такі: — є різновидом державної, суспільно-корисної діяльності; — здійснюється на професійній основі особами, які обіймають посади в державних органах; — спрямована на практичне виконання завдань та функцій держави; — за виконану роботу державні службовці отримують заробітну плату.
Державна служба здійснюється на професійній основі. Такий порядок обумовлюється необхідністю забезпечення неперервної, компетентної діяльності державних організацій.
Правовий інститут державної служби складають норми конституційного, трудового, цивільного, фінансового та інших галузей права. Вони регламентують правовий статус державних службовців, у тому числі й порядок проходження державної служби, види заохочень і відповідальності службовців, обмеження, пов'язані з прийняттям і проходженням державної служби, підстави припинення державної служби. Адміністративно-правові норми, які регламентують питання державної служби, складають частину цього інституту і є самостійним інститутом адміністративного права.

Адміністративне право обслуговує передусім державне управління. Воно визначає адміністративно-правовий статус державних службовців системи державного управління відповідно до Закону України «Про державну службу» від 16 грудня 1993 р.
Виходячи з принципу поділу влад, вирізняється державна служба в органах законодавчої, виконавчої та судової влади. Залежно від специфіки сфер державної діяльності до державної служби належать державні службовці, що працюють в апараті органів прокуратури, судів, дипломатичної служби, митного контролю, Служби безпеки, внутрішніх справ і т. д.

### Завдання та функції державної служби
Одним із завдань державної служби є досягнення стійкості засад і цілісності держави. Державний апарат має поряд з виконанням вимог Конституції та законів України виконувати постанови органів державного управління. У цьому полягає основний обов'язок держслужби, який забезпечує управління державою.
Ще одним вагомим завданням державної служби є забезпечення ефективності діяльності державних органів на основі постійного вдосконалення функціонування апарату, впровадження нових досягнень науки, прогресивних методів вирішення управлінських завдань.
До завдань державної служби можна віднести також подальшу демократизацію шляхів формування та діяльності апарату, викорінення бюрократизму, протекціонізму, корупції, створення соціальних, правових та інших умов, необхідних для успішної роботи чиновників.
Функції, притаманні державній службі як суспільному інституту, відображають її роль і призначення в суспільстві. Вона має забезпечити ефективне функціонування усіх трьох гілок влади, з її допомогою можуть бути реалізовані інтереси, права і свободи громадян.
До головних функцій державної служби належать, зокрема:
- забезпечення реалізації державної політики в управлінні суспільними процесами;
- залучення до державної служби та утримання на ній найбільш компетентних і відданих справі кадрів;
- побудову кар'єри та просування по службі на основі особистих якостей, заслуг і результатів роботи державних службовців;
- професійну підготовку, перепідготовку та підвищення кваліфікації персоналу державної служби;
- здійснення ефективного управління державною службою;
- забезпечення зв'язків з громадськістю.

### Принципи здійснення державної служби
Основні принципи, що лежать в основі державної служби, закріплені в Конституції України та в Законі України «Про державну службу». Зокрема, державна служба спирається на такі основні принципи:
- служіння народові України;
- демократизм і законність;
- гуманізм і соціальна справедливість;
- пріоритет прав людини й громадянина;
- професіоналізм, компетентність, ініціативність,
- чесність, відданість справі;
- персональна відповідальність за виконання службових обов'язків і дисципліни;
- дотримання прав і законних інтересів органів місцевого й регіонального самоврядування;
- дотримання прав підприємств, установ та організацій, об'єднань громадян.

### Види державної служби
Вивчаючи питання про види державної служби, слід мати на увазі, що на законодавчому рівні це питання в Україні не врегульоване. Немає єдиної думки з цього приводу і в науці. Найчастіше державну службу класифікують на такі види, як:
- службу в органах законодавчої, виконавчої та судової влади;
- цивільну та мілітаризовану (воєнну) службу;
- цивільну (в органах законодавчої, виконавчої влади) та спеціалізовану (військову, дипломатичну, митну, в правоохоронних органах та ін.).

Для мілітаризованої служби притаманні такі ознаки: 

1. професійним обов'язком цієї категорії осіб є захист життя і здоров'я людей;
2. забезпечення безпеки громадян і встановленого порядку управління, матеріальних цінностей;
3. охорона громадського порядку і правопорядку;
4. на державну службу мілітаризованого характеру поступають, як правило, після досягнення вісімнадцяти років (виключенням є навчання в спеціалізованих відомчих навчальних закладах);
5. наявність спеціальних особливих дисциплінарних статутів, положень про дисципліну;
6. ці службовці мають особливі умови вступу на службу, її проходження, присвоєння спеціальних звань, проведення атестації і припинення служби;
7. особливий порядок притягнення до правової відповідальності (особливо адміністративної і матеріальної).

У науковій літературі можна зустріти також класифікацію цивільної служби на:
- загально-функціональну (тобто діяльність, яка не відрізняється своєю специфікою, має загальний характер);
- спеціальну (судова, дипломатична, діяльність державного нотаріуса).

Цивільна і мілітаризовані служби можуть включати в себе різні підвиди, які об'єктивно необхідні державі і створені для реалізації спеціальних функцій і особливої внутрішньогалузевої компетенції.

### Проходження державної служби та посада
Право проходження державної служби надається громадянам України незалежно від походження, соціального й майнового стану, расової та національної належності, статі, політичних поглядів, релігійних переконань і місця проживання. Для її проходження вони мають одержати відповідну освіту і професійну підготовку та пройти в установленому порядку конкурсний відбір, або за іншою процедурою, передбаченою чинними законодавчими й нормативними актами.
Головним компонентом державної служби як юридичного інституту є посада.
Посада — це визначена структурою і штатним розписом первинна структурна одиниця державного органу та його апарату, на яку покладено встановлене нормативними актами коло службових повноважень.
Посадовими особами вважаються керівники й заступники керівників державних органів та їхнього апарату, інші державні службовці, на яких законами чи іншими нормативними актами покладено здійснення організаційно-розпорядчих і консультативно-дорадчих функцій. Посада визначає коло службових обов'язків, права й межі відповідальності державного службовця, вимоги щодо його професійної підготовки. Крім того, вона відображає зміст роботи, яку виконує службовець, встановлює його правовий статус.
Система посад будується за ієрархічним принципом; у її основу покладено сім категорій посад службовців. Основними критеріями класифікації посад державних службовців є організаційно-правовий рівень органу, який приймає їх на роботу, обсяг і характер компетенції на конкретній посаді, роль і місце посади у структурі державного органу.
Згідно з нормами Закону України «Про державну службу» зазначеним категоріям посад державних службовців присвоюються 3 рангів. Ранг службовцеві присвоюється відповідно до його посади, рівня професійної кваліфікації та результатів роботи.
Ранги, що відповідають посадам:
- першої категорії, присвоюються Президентом України;
- другої категорії — Кабінетом Міністрів України;
- третьої — сьомої категорій — керівником державного органу, в системі якого працює державний службовець.

Із прийняттям на державну службу службовцеві присвоюється ранг у межах відповідної категорії посад.
Для присвоєння чергового рангу в межах відповідної категорії посад державний службовець повинен успішно відпрацювати на займаній посаді два роки. Передбачаються випадки, коли за виконання особливо відповідальних завдань державному службовцеві може бути присвоєно черговий ранг достроково в межах відповідної категорії посад. Крім того, з виходом на пенсію державному службовцеві за сумлінну працю може бути присвоєно черговий ранг на ступінь вищий, ніж це передбачено відповідною категорією посад.
Державний службовець може бути позбавлений рангу лише за вироком суду.

### Обов'язки й права службовців
На державних службовців покладаються передбачені чинним законодавством обов'язки й права.
До найсуттєвіших обов'язків, що покладаються на державних службовців, необхідно віднести:
- додержання Конституції України та інших актів законодавства України;
- забезпечення ефективної роботи і виконання завдань державних органів відповідно до їхньої компетенції;
- недопущення порушень прав і свобод людини і громадянина;
- безпосереднє виконання покладених на них службових обов'язків, своєчасне і точне виконання рішень державних органів чи посадових осіб, розпоряджень і вказівок керівників;
- забезпечення державної таємниці, інформації про громадян, що стала їм відома під час виконання обов'язків державної служби, а також іншої інформації, яка згідно з законодавством не підлягає розголошенню, тощо.

Державний службовець повинен діяти в межах своїх повноважень.
У разі одержання доручення, яке суперечить чинному законодавству, державний службовець зобов'язаний невідкладно в письмовій формі доповісти про це посадовій особі, яка дала доручення, а в разі наполягання на його виконанні — повідомити вищу за посадою особу.
Державний службовець має право:
- користуватися правами й свободами, що гарантуються Конституцією та законами України;
- брати участь у розгляді питань і винесенні в межах їхніх повноважень рішень;
- одержувати від державних органів, підприємств, установ та організацій, органів місцевого й регіонального самоврядування необхідну інформацію з питань, що належать до їхньої компетенції;
- на повагу особистої гідності, справедливе й шанобливе ставлення до себе з боку керівників, співробітників і громадян;
- вимагати затвердженого керівником чітко визначеного обсягу службових повноважень за посадою службовця;
- на оплату праці залежно від посади, яку він обіймає, рангу, що йому присвоюється, якості, досвіду і стажу роботи;
- безперешкодно ознайомлюватися з матеріалами, що стосуються проходження ним державної служби, в необхідних випадках давати особисті пояснення;
- на просування по службі з урахуванням кваліфікації та здібностей, сумлінного виконання своїх службових обов'язків, участь у конкурсах на заміщення посад більш високої категорії;
- вимагати службового розслідування з метою зняття безпідставних, на думку службовця, звинувачень або підозри;
- на здорові, безпечні та належні для високопродуктивної роботи умови праці;
- на соціальний і правовий захист відповідно до його статусу;
- захищати свої законні права та інтереси у вищестоящих державних органах та в судовому порядку.

Конкретні обов'язки і права державних службовців визначаються на основі типових кваліфікаційних характеристик і відображаються в посадових положеннях та інструкціях, що затверджуються керівниками відповідних державних органів у межах закону та їхньої компетенції.